# Стрелков, Пётр Георгиевич
Пётр Георгиевич Стрелко́в (1899—1968) — советский физик-экспериментатор.

## Биография
Учился (1920—1923) в Политехническом институте (Петроград). 
В 1923—1936 годы работал в ЛФТИ, в 1936—1956 годы — в ИФПАН, в 1956—1959 годы — во Всесоюзном научно-исследовательском институте физико-технических и радиотехнических измерений, с 1959 года — в Институте теплофизики СО АН СССР. В 1938—1946 годы — одновременно на кафедре низких температур МГУ.
Исследования по теплофизике, физике низких температур, физике твердого тела, термометрии.
Провёл цикл исследований, посвященных изучению особенностей теплового расширения ионных кристаллов и металлов при температурах, близких к точке плавления. Обнаружил, что во многих случаях наблюдается аномальный рост коэффициента теплового расширения задолго до температуры плавления (т. н. предплавление), и показал, что оно связано с наличием примесей и с образованием точечных дефектов в кристаллической решетке.
В конце 1930-х годов провёл эксперименты по свойствам жидкого гелия при температурах ниже λ-точки — «Радиометрические эффекты в гелии» (за эту работу в 1940 г. без кандидатской степени была присуждена степень доктора физ.-мат. наук).
Исследовал термодинамические свойства вещества при низких температурах, разработал прецизионную аппаратуру для измерения температуры, теплоемкости и теплового расширения. Много оригинального внес в методику измерения теплоемкости при низких температурах. Провёл обширный комплекс исследований, приведший к созданию практической шкалы низких температур.
Член-корреспондент АН СССР c 10.6.1960 — Сибирское отделение (физика).

## Признание
- Сталинская премия третьей степени (1943) — за разработку и промышленное освоение бактериальных фильтров
- ордена и медали